# Tour de Qatar de 2005
El Tour de Qatar de 2005 fou la quarta edició del Tour de Qatar. La cursa es disputà en cinc etapes entre el 31 de gener i el 4 de febrer de 2005. Lars Michaelsen guanyà la classificació final, mentre que Tom Boonen aconseguia la dels punts, Matti Breschel la dels joves i el Team CSC la dels equips.

## Etapes
| Etapa    | Data        | Recorregut                  | Km       | Vencedor d'etapa | Líder de la general |
| -------- | ----------- | --------------------------- | -------- | ---------------- | ------------------- |
| 1a etapa | 31 de gener | Al Kohr - Doha              | 143,0 km | Tom Boonen       | Tom Boonen          |
| 2a etapa | 1 de febrer | Camel Track Race - Doha     | 167,5 km | Tom Boonen       | Tom Boonen          |
| 3a etapa | 2 de febrer | Al Wakra - Al Kohr          | 194,0 km | Lars Michaelsen  | Lars Michaelsen     |
| 4a etapa | 3 de febrer | Al Zabarah - Doha           | 169,0 km | Mario Cipollini  | Lars Michaelsen     |
| 5a etapa | 4 de febrer | Sealine Beach Resort - Doha | 153,0 km | Robbie McEwen    | Lars Michaelsen     |

## Classificació general final
| #  | Ciclista             | Equip                   | Temps       |
| -- | -------------------- | ----------------------- | ----------- |
| 1  | Lars Michaelsen      | Team CSC                | 18h 30' 06" |
| 2  | Matti Breschel       | Team CSC                | + 1' 14"    |
| 3  | Fabrizio Guidi       | Team CSC                | + 1' 28"    |
| 4  | Tom Boonen           | Quick Step              | + 5' 17"    |
| 5  | Maarten Tjallingii   | Marco Polo Cycling Team | + 5' 43"    |
| 6  | Thomas Bruun Eriksen | Team CSC                | + 8' 50"    |
| 7  | Giovanni Lombardi    | Team CSC                | m. t.       |
| 8  | Magnus Bäckstedt     | Liquigas-Bianchi        | + 12' 24"   |
| 9  | Manuel Quinziato     | Saunier Duval-Prodir    | + 12' 30"   |
| 10 | Marco Bos            | Shimano-Memory Corp     | + 32' 06"   |